# Llista de topònims de Rosselló
Llista de topònims (noms propis de lloc) del municipi de Rosselló, al Segrià
Informació actualitzada per un bot. Els canvis manuals es perdran quan s'actualitzi!

## entitat singular de població
| imatge | Nom               | Ubicat a | instància de                                   | Detalls  | coordenades                                                                   | Protecció | Commons (més fotos) | Dades a WD                    |
| ------ | ----------------- | -------- | ---------------------------------------------- | -------- | ----------------------------------------------------------------------------- | --------- | ------------------- | ----------------------------- |
|        | Alcanís           | Rosselló | entitat singular de població                   | 54 hab   | 41° 42′ 16″ N, 0° 36′ 18″ E / 41.7045324078188°N,0.6051308344371°E 242 msnm   |           |                     | Modifica les dades a Wikidata |
|        | Camí d'Almacelles | Rosselló | entitat singular de població                   | 18 hab   | 41° 41′ 36″ N, 0° 36′ 23″ E / 41.6933517479991°N,0.606358596540202°E 230 msnm |           |                     | Modifica les dades a Wikidata |
|        | Rosselló          | Rosselló | entitat singular de població capital municipal | 3208 hab | 41° 41′ 43″ N, 0° 35′ 43″ E / 41.69522383°N,0.59517853°E 255 msnm             |           |                     | Modifica les dades a Wikidata |
|        | la Noguera        | Rosselló | entitat singular de població                   | 25 hab   | 41° 42′ 09″ N, 0° 36′ 26″ E / 41.702375951194°N,0.60722550913074°E 238 msnm   |           |                     | Modifica les dades a Wikidata |
|        | la Paperera       | Rosselló | entitat singular de població                   | 5 hab    | 41° 41′ 32″ N, 0° 36′ 42″ E / 41.692329°N,0.611622°E 223 msnm                 |           |                     | Modifica les dades a Wikidata |
|        | la Tossa          | Rosselló | entitat singular de població                   | 43 hab   | 41° 41′ 59″ N, 0° 36′ 22″ E / 41.699651175561°N,0.60612487324123°E 232 msnm   |           |                     | Modifica les dades a Wikidata |

## granja
| imatge | Nom                | Ubicat a | instància de | Detalls | coordenades                                                          | Protecció | Commons (més fotos) | Dades a WD                    |
| ------ | ------------------ | -------- | ------------ | ------- | -------------------------------------------------------------------- | --------- | ------------------- | ----------------------------- |
|        | Granges de l'Abat  | Rosselló | granja       |         | 41° 41′ 00″ N, 0° 36′ 10″ E / 41.6832620271916°N,0.602652328351377°E |           |                     | Modifica les dades a Wikidata |
|        | Granges del Carlos | Rosselló | granja       |         | 41° 42′ 34″ N, 0° 35′ 06″ E / 41.7094890058009°N,0.585067390526548°E |           |                     | Modifica les dades a Wikidata |
|        | Granja d'Olegàrio  | Rosselló | granja       |         | 41° 41′ 29″ N, 0° 36′ 50″ E / 41.6913321505035°N,0.613923568374374°E |           |                     | Modifica les dades a Wikidata |
|        | Granja del Xavalló | Rosselló | granja       |         | 41° 41′ 28″ N, 0° 35′ 10″ E / 41.691124755292°N,0.58601496389734°E   |           |                     | Modifica les dades a Wikidata |

## masia
| imatge | Nom               | Ubicat a | instància de | Detalls | coordenades                                                          | Protecció | Commons (més fotos) | Dades a WD                    |
| ------ | ----------------- | -------- | ------------ | ------- | -------------------------------------------------------------------- | --------- | ------------------- | ----------------------------- |
|        | Torre de l'Abat   | Rosselló | masia        |         | 41° 41′ 22″ N, 0° 36′ 04″ E / 41.6895064358412°N,0.601074666417711°E |           |                     | Modifica les dades a Wikidata |
|        | Torre de la Tossa | Rosselló | masia        |         | 41° 41′ 47″ N, 0° 36′ 44″ E / 41.6964843186113°N,0.612218951504619°E |           |                     | Modifica les dades a Wikidata |
|        | Torre del Peruga  | Rosselló | masia        |         | 41° 42′ 21″ N, 0° 34′ 48″ E / 41.7057148987467°N,0.579908654790889°E |           |                     | Modifica les dades a Wikidata |

## molí d'aigua
| imatge | Nom            | Ubicat a | instància de | Detalls                     | coordenades                                          | Protecció                                  | Commons (més fotos) | Dades a WD                    |
| ------ | -------------- | -------- | ------------ | --------------------------- | ---------------------------------------------------- | ------------------------------------------ | ------------------- | ----------------------------- |
|        | Molí d'Escuer  | Rosselló | molí d'aigua | Estil: arquitectura popular | 41° 42′ 13″ N, 0° 36′ 08″ E / 41.703729°N,0.602101°E | bé integrant del patrimoni cultural català |                     | Modifica les dades a Wikidata |
|        | Molí del Serra | Rosselló | molí d'aigua | Estil: arquitectura popular | 41° 41′ 12″ N, 0° 36′ 38″ E / 41.68653°N,0.61055°E   | bé integrant del patrimoni cultural català |                     | Modifica les dades a Wikidata |

## polígon industrial
| imatge | Nom                                 | Ubicat a | instància de       | Detalls | coordenades                                                          | Protecció | Commons (més fotos) | Dades a WD                    |
| ------ | ----------------------------------- | -------- | ------------------ | ------- | -------------------------------------------------------------------- | --------- | ------------------- | ----------------------------- |
|        | Polígon industrial Camí de Benavent | Rosselló | polígon industrial |         | 41° 41′ 29″ N, 0° 36′ 34″ E / 41.6913567711498°N,0.609476882125255°E |           |                     | Modifica les dades a Wikidata |
|        | Polígon industrial d'Al-kanis       | Rosselló | polígon industrial |         | 41° 42′ 11″ N, 0° 36′ 07″ E / 41.7030956173568°N,0.601879286767788°E |           |                     | Modifica les dades a Wikidata |

## Misc
| imatge | Nom                              | Ubicat a       | instància de      | Detalls                                          | coordenades                                                                                               | Protecció                                  | Commons (més fotos)              | Dades a WD                    |
| ------ | -------------------------------- | -------------- | ----------------- | ------------------------------------------------ | --- | ------------------------------------------ | -------------------------------- | ----------------------------- |
|        | Colònia tèxtil Alkanís           | Rosselló       | colònia tèxtil    | Estil: arquitectura popular 49 hab               | 41° 42′ 13″ N, 0° 36′ 17″ E / 41.703626°N,0.60473°E                                                       | bé cultural d'interès local                |                                  | Modifica les dades a Wikidata |
|        | Sínia                            | Rosselló       | sínia             | Estil: arquitectura popular                      | 41° 42′ 10″ N, 0° 35′ 52″ E / 41.70277°N,0.59782°E                                                        | bé integrant del patrimoni cultural català |                                  | Modifica les dades a Wikidata |
|        | canal de Pinyana                 | Segrià Llitera | canal             | Desemboca: Montagut Anomenat per: Pinyana        | 41° 52′ 27″ N, 0° 34′ 40″ E / 41.874287°N,0.577797°E 41° 36′ 12″ N, 0° 30′ 05″ E / 41.603385°N,0.501487°E |                                            | Canal de Pinyana                 | Modifica les dades a Wikidata |
|        | casa consistorial de Rosselló    | Rosselló       | casa consistorial |                                                  | 41° 41′ 45″ N, 0° 35′ 46″ E / 41.6958856°N,0.5960734°E                                                    |                                            |                                  | Modifica les dades a Wikidata |
|        | el Calvari                       | Rosselló       | muntanya          |                                                  | 41° 41′ 39″ N, 0° 35′ 06″ E / 41.6941°N,0.585069°E 297 msnm                                               |                                            |                                  | Modifica les dades a Wikidata |
|        | església de Sant Pere Ad Vincula | Rosselló       | església          | Estil: arquitectura barroca arquitectura popular | 41° 41′ 34″ N, 0° 35′ 50″ E / 41.69276°N,0.597088°E 251 msnm                                              | bé cultural d'interès local                | Església de Sant Pere Ad Vincula | Modifica les dades a Wikidata |
|        | font de Blai                     | Rosselló       | font              |                                                  | 41° 41′ 03″ N, 0° 35′ 50″ E / 41.684152039385°N,0.59708847908791°E                                        |                                            |                                  | Modifica les dades a Wikidata |
|        | la Costa dels Carros             | Rosselló       | nucli de població |                                                  | 41° 42′ 00″ N, 0° 35′ 17″ E / 41.6999434611877°N,0.588116607937996°E                                      |                                            |                                  | Modifica les dades a Wikidata |
|        | la Serra                         | Rosselló       | serra             |                                                  | 41° 41′ 34″ N, 0° 34′ 34″ E / 41.69278889°N,0.57598611°E 359.1 msnm                                       |                                            |                                  | Modifica les dades a Wikidata |